# 哈夫利奇庫夫布羅德縣

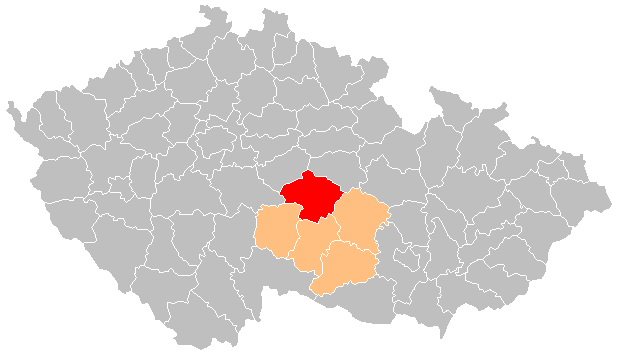

49°36′N 15°35′E / 49.600°N 15.583°E
哈夫利奇庫夫布羅德縣（捷克語：Okres Havlíčkův Brod），是捷克的縣份，位於該國中部，由維索基納州負責管轄，首府設於哈夫利奇庫夫布羅德，面積1,265平方公里，2012年人口95,091，人口密度每平方公里75人。